# Патт, Пьер
 Пьер Патт  (фр. Pierre Patte, 3 января 1723, Париж — 19 августа 1814, Мант-ла-Жоли, департамент Ивелин, северная Франция) — французский архитектор, гравёр, теоретик искусства, медик, публицист и философ-урбанист эпохи Просвещения. Ученик и последователь архитектора, теоретика и педагога Жака-Франсуа Блонделя Младшего.
Пьер Патт изучал медицину, затем учился архитектуре на практике под руководством Жермена Бофрана. В 1748 году Пьер Патт выполнил план центральной части Парижа с изображением существующих и планируемых городских площадей. В 1753 году предпринял издание трактата Бофрана «Книга архитектуры» (Livre d’Architecture).
В 1756—1775 годах Пьер Патт был придворным архитектором Кристиана IV, герцога Де-Пон-Биркенфельдского, сменив Жака Ардуэн-Мансар де Сагона. Работая помощником Жака-Франсуа Блонделя, Пьер Патт подготовил к печати последние тома сочинения Блонделя «Курс гражданской архитектуры» (Cours d’architecture ou traité de la décoration, distribution et constructions des bâtiments contenant les leçons données en 1750, et les années suivantes, 1771—1777).
Пьер Патт является автором издания под названием «Памятники, воздвигнутые во Франции во славу Людовика XV» (Monuments érigés en France à la gloire de Louis XV, 1765). Иллюстрации гравировал сам. Одним из первых Патт, частично используя идеи Пьера-Алексиса Деламера, разрабатывал теорию градостроительства, в частности в чертежах и планах, на которых изображены не только здания, но и схемы городских канализационных систем. В Париже он предложил проложить прямые и широкие улицы, пересекающие старые районы, и переместить больницы и кладбища за пределы города. Пьер Патт критично писал о «хаотичном и запутанном пространстве и мешанине домов старинных городов». Именно Патт предложил рассматривать город как сложный организм, изменение одной части которого обязательно повлечёт изменения других. Эти идеи спустя столетие начал осуществлять барон Осман.
Патт является автором одного из проектов реконструкции здания Парижской оперы. Владея навыками резцовой гравюры и офорта, Пьер Патт воспроизводил во Франции знаменитые гравюры Дж. Б. Пиранези с видами Рима.

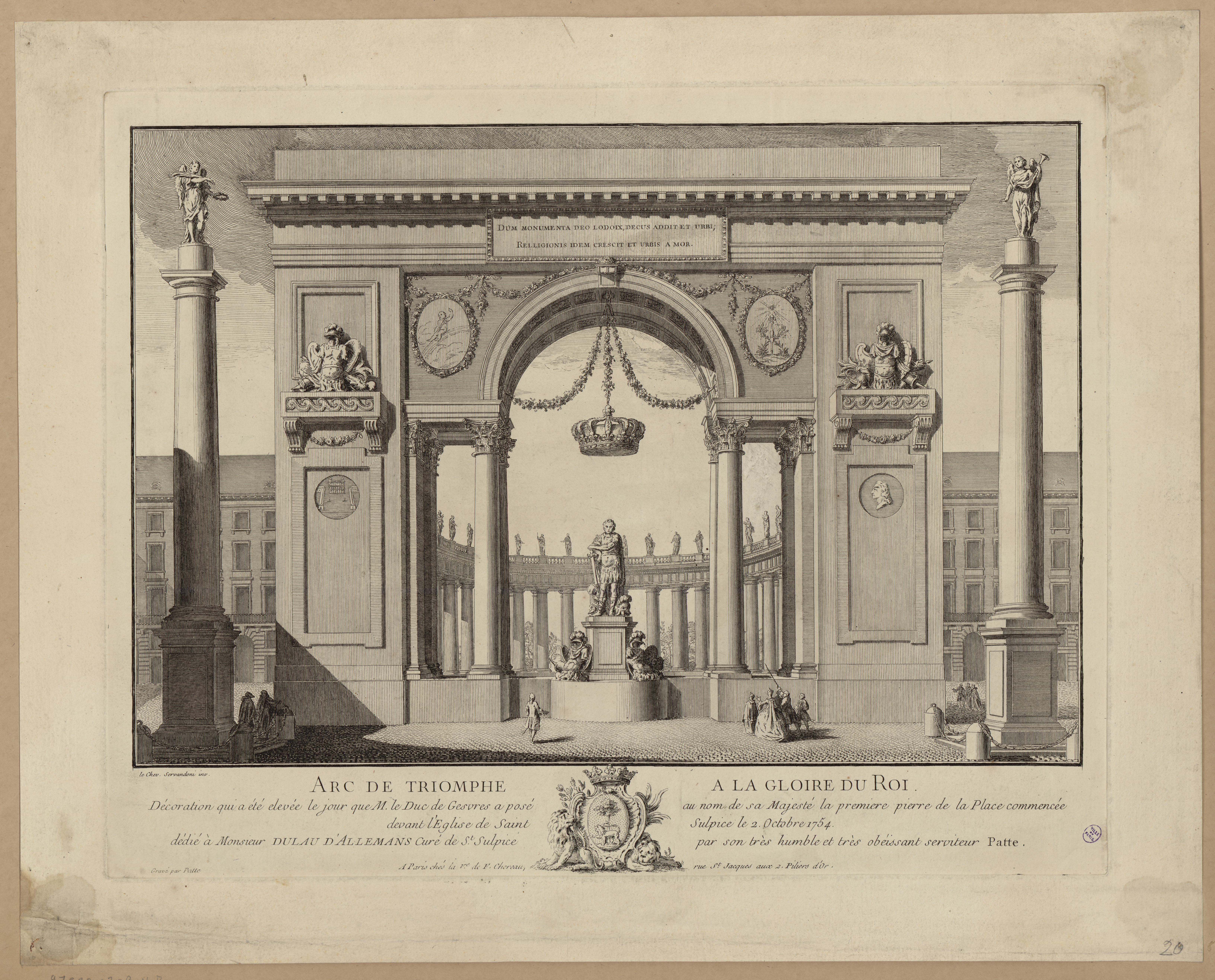
Триумфальная арка во славу короля. Офорт
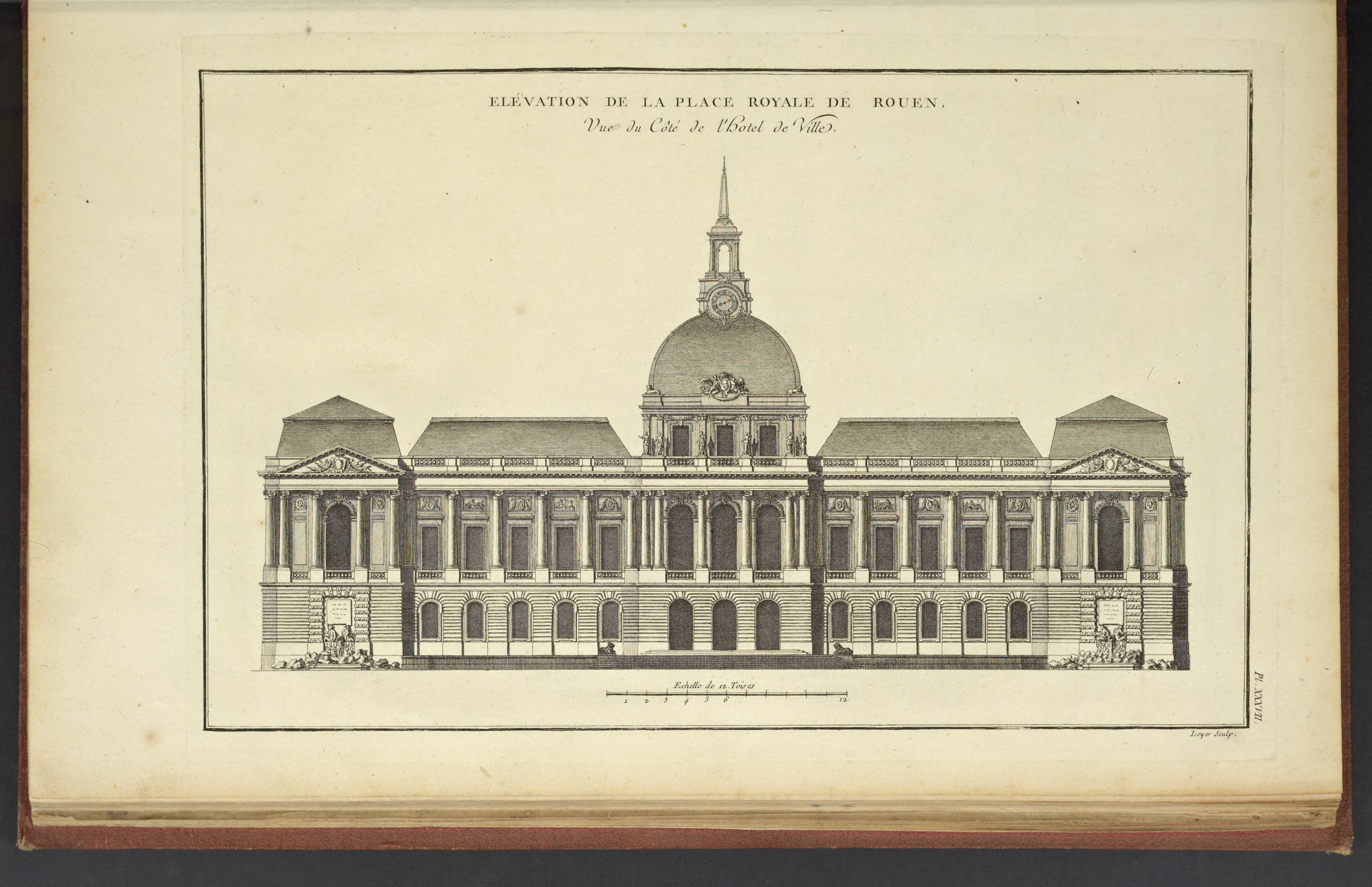
Отель де Виль в Руане. Офорт издания «Памятники, воздвигнутые во Франции во славу Людовика XV». 1765
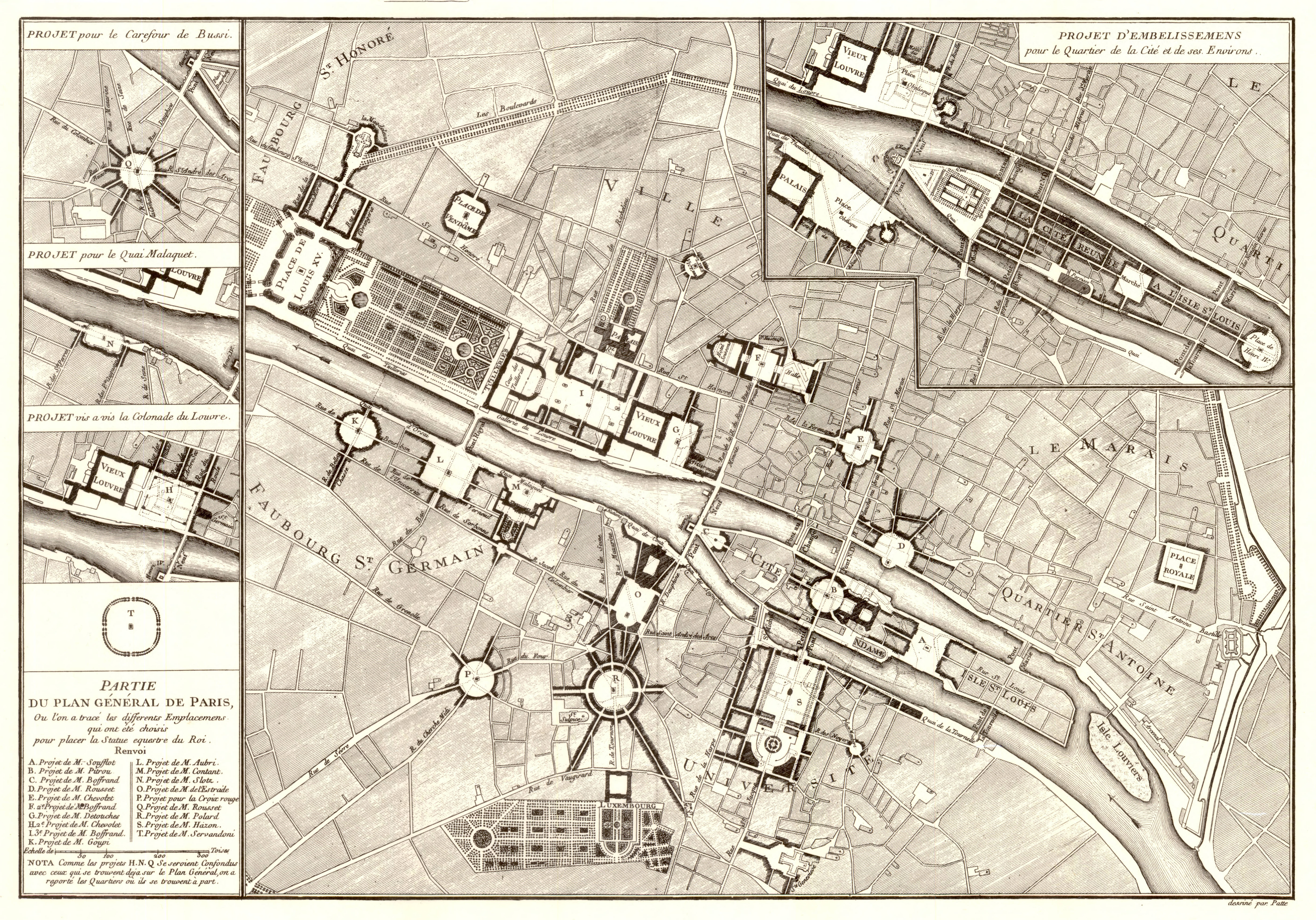
Генеральный план города Парижа. Деталь. 1765
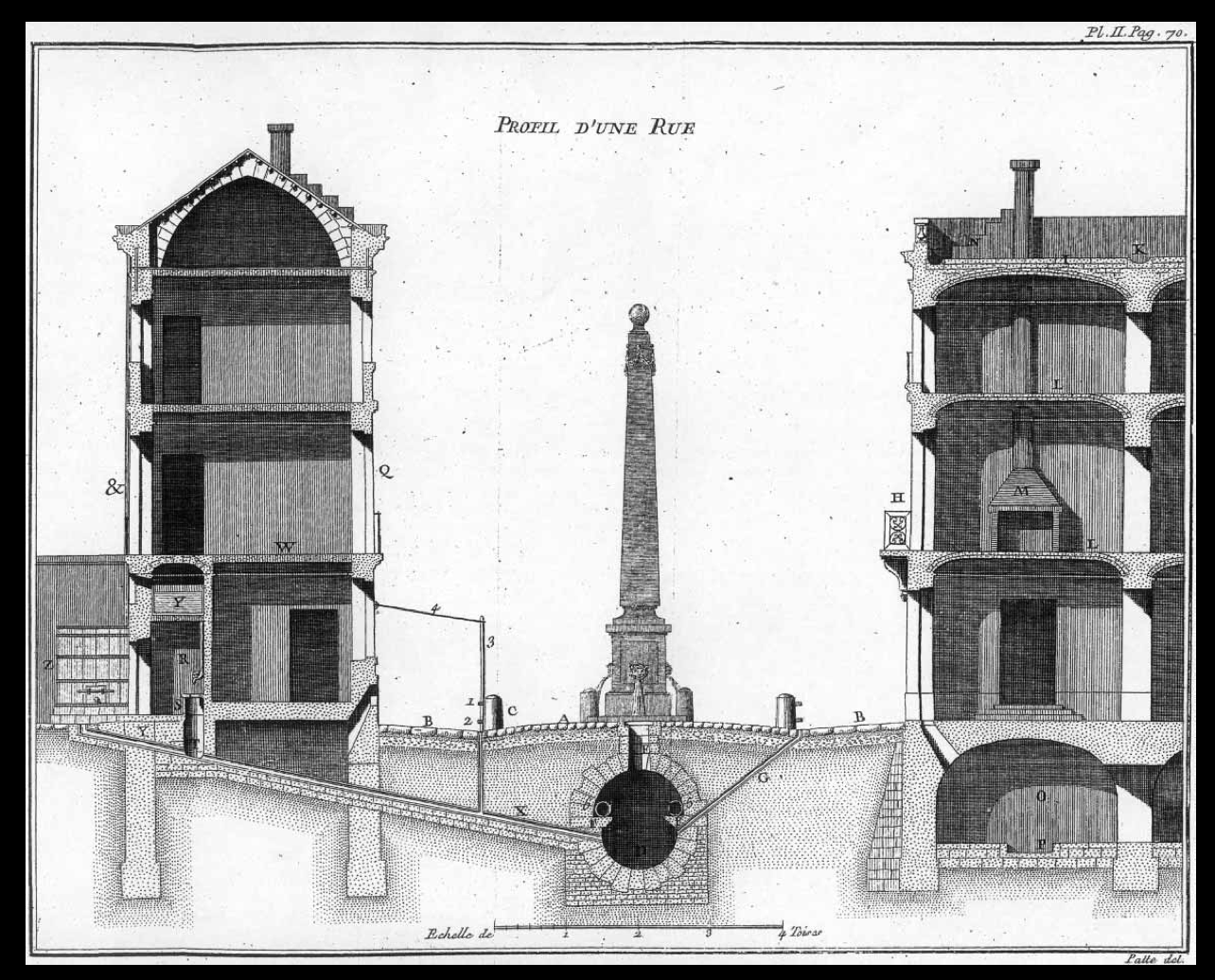
Проект идеальной улицы. 1769. Офорт
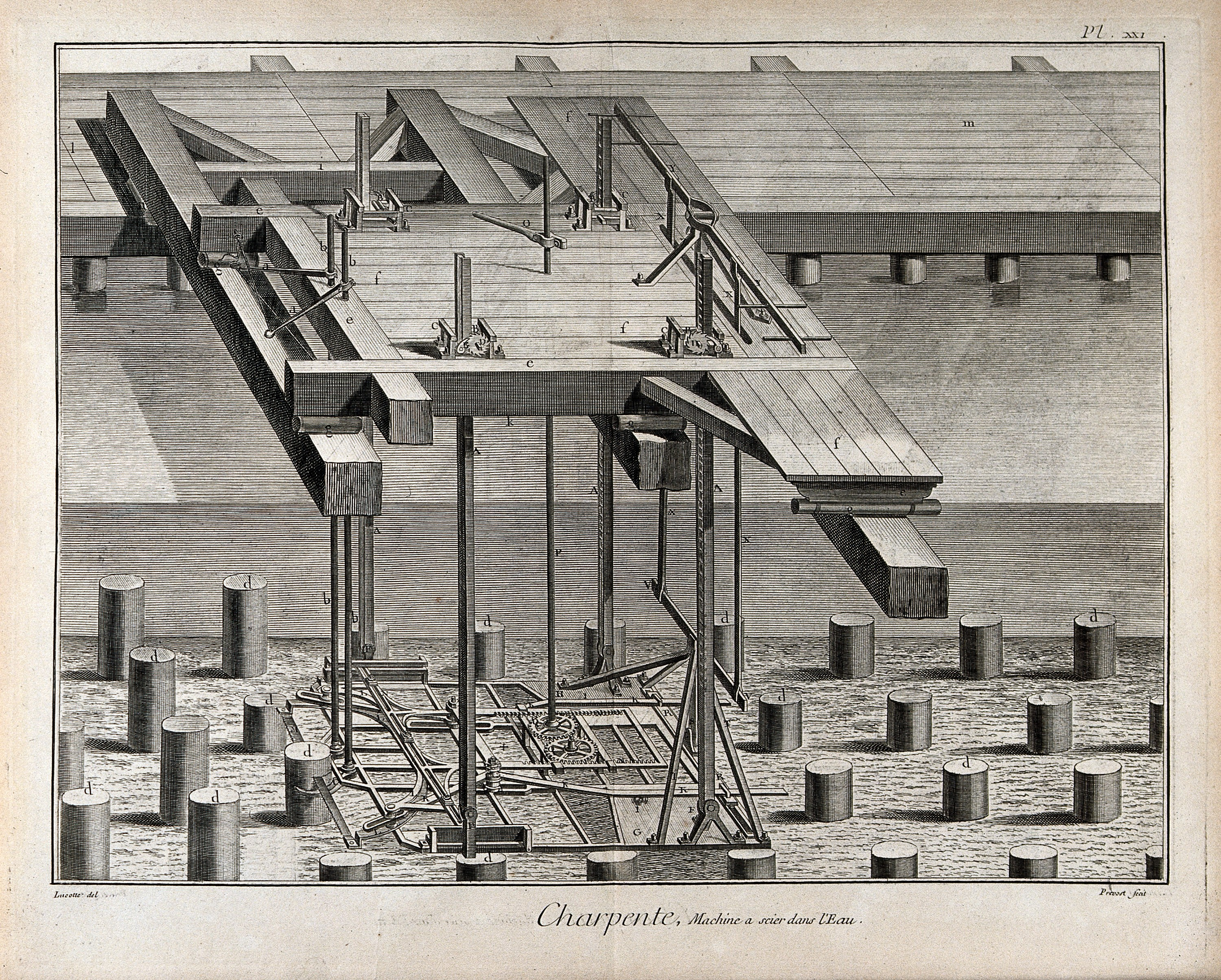
Машина, изобретённая Пьером Патте, для распиливания свай нужной длины под водой. Офорт

Основные публикации: 
- Беседы об Архитектуре (Discours sur l’architecture, où l’on fait voir combien il seroit important que l'étude de cet art fit partie de l'éducation des personnes de naissance ; à la suite duquel on propose une manière de l’enseigner en peu de temps, 1754)

- Этюды об архитектуре (Études d’Architecture, 1755)

- Памятники, воздвигнутые во Франции во славу Людовика XV (Monumens érigés en France à la gloire de Louis XV…, 1765)

- Записки о важнейших объектах архитектуры (Mémoires sur les objets les plus importans de l’architecture, 1769)

- Записки о возведении купола, спроектированного для новой церкви Святой Женевьевы в Париже (Mémoire sur la construction de la coupole, projettée pour couronner la nouvelle église de Sainte-Geneviève à Paris, 1770)

- Описание театра в городе Виченца в Италии, шедевра Андреа Палладио, обследованного и нарисованного М. Паттом (Description du théâtre de la ville de Vicence en Italie, chef-d'œuvre d’André Palladio, levé et dessiné par M. Patte, 1780)

- Очерк о театральной архитектуре, или О самом выгодном отношении к зрительному залу согласно принципам оптики и акустики (Essai sur l’architecture théâtrale, ou De l’ordonnance la plus avantageuse à une salle de spectacles, relativement aux principes de l’optique et de l’acoustique, 1782)

- Записки, представляющие особый интерес для Парижа (Mémoires qui intéressent particulièrement Paris, 1800)